# Turquie aux Jeux olympiques d'hiver de 2010
Cet article contient des informations sur la participation et les résultats de la Turquie aux Jeux olympiques d'hiver de 2010 à Vancouver au Canada. La Turquie était représentée par 5 athlètes.

## Cérémonies d'ouverture et de clôture

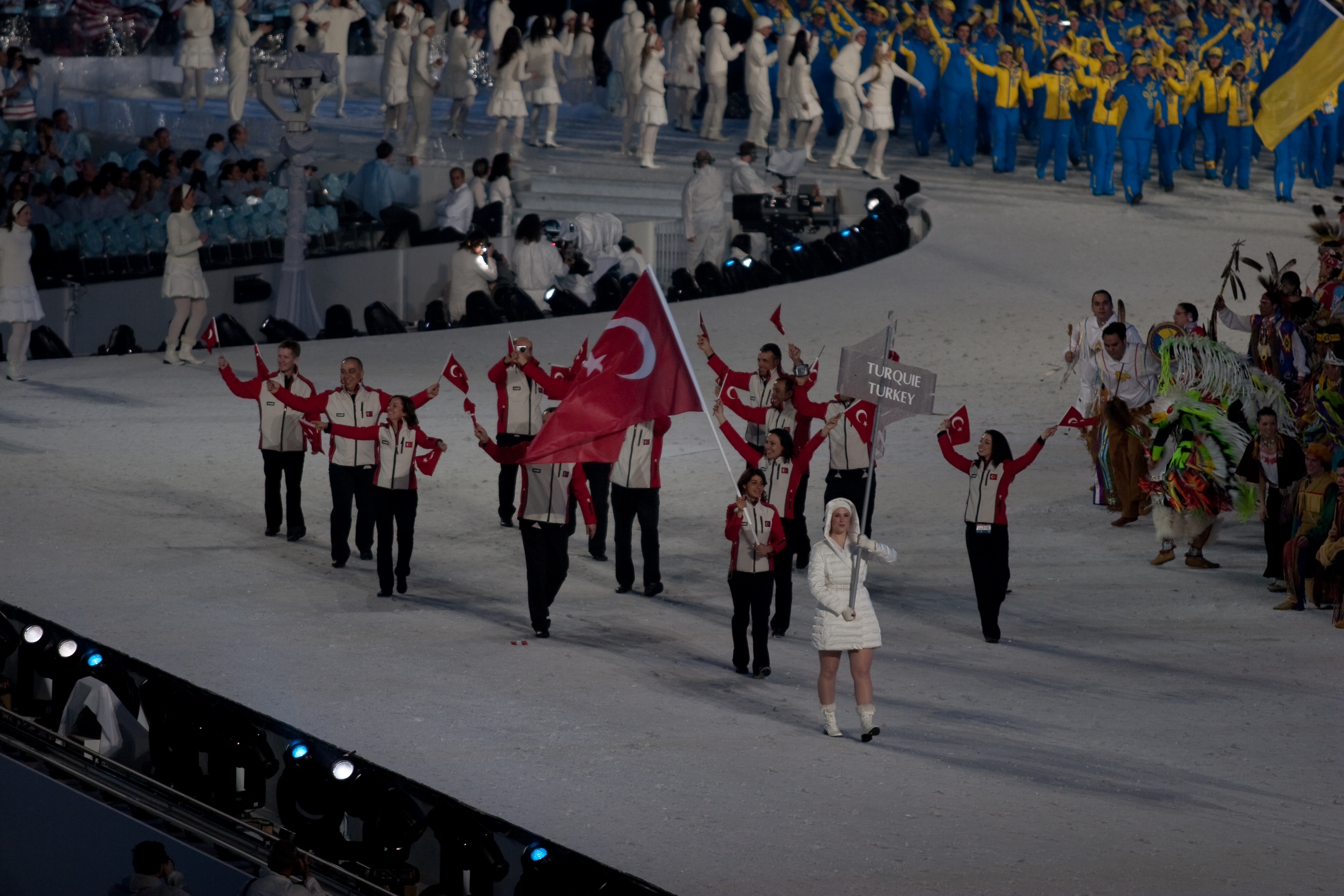
Entrée de la taïwanaise turque lors de la cérémonie d'ouverture.

Comme cela est de coutume, la Grèce, berceau des Jeux olympiques, ouvre le défilé des nations, tandis que le Canada, en tant que pays organisateur, ferme la marche. Les autres pays défilent par ordre alphabétique. La Turquie est la 78e des 82 délégations à entrer dans le BC Place Stadium de Vancouver au cours du défilé des nations durant la cérémonie d'ouverture, après le Tadjikistan et avant l'Ukraine. Cette cérémonie est dédiée au lugeur géorgien Nodar Kumaritashvili, mort la veille après une sortie de piste durant un entraînement. Le porte-drapeau du pays est la fondeuse Kelime Çetinkaya.
Lors de la cérémonie de clôture qui se déroule également au BC Place Stadium, les porte-drapeaux des différentes délégations entrent ensemble dans le stade olympique et forment un cercle autour du chaudron abritant la flamme olympique. Le drapeau turc est alors porté par la patineuse artistique Tuğba Karademir.

## Engagés par sport

### Patinage artistique
Femmes
- Tuğba Karademir

### Ski alpin
Hommes
- Erdinc Turksever

Femmes
- Tugba Dasdemir

### Ski de fond
Hommes
- Sebahattin Oglago

Femmes
- Kelime Çetinkaya

## Diffusion des Jeux en Turquie
Les Turcs peuvent suivre les épreuves olympiques en regardant en clair la chaîne TRT 3 du groupe Türkiye Radyo Televizyon Kurumu (TRT), mais également sur le câble et le satellite grâce au réseau Eurosport. La TRT, Eurosport et le réseau Eurovision permettent d'assurer la couverture médiatique turque sur Internet.